# Volvo VN/VT/ VHD

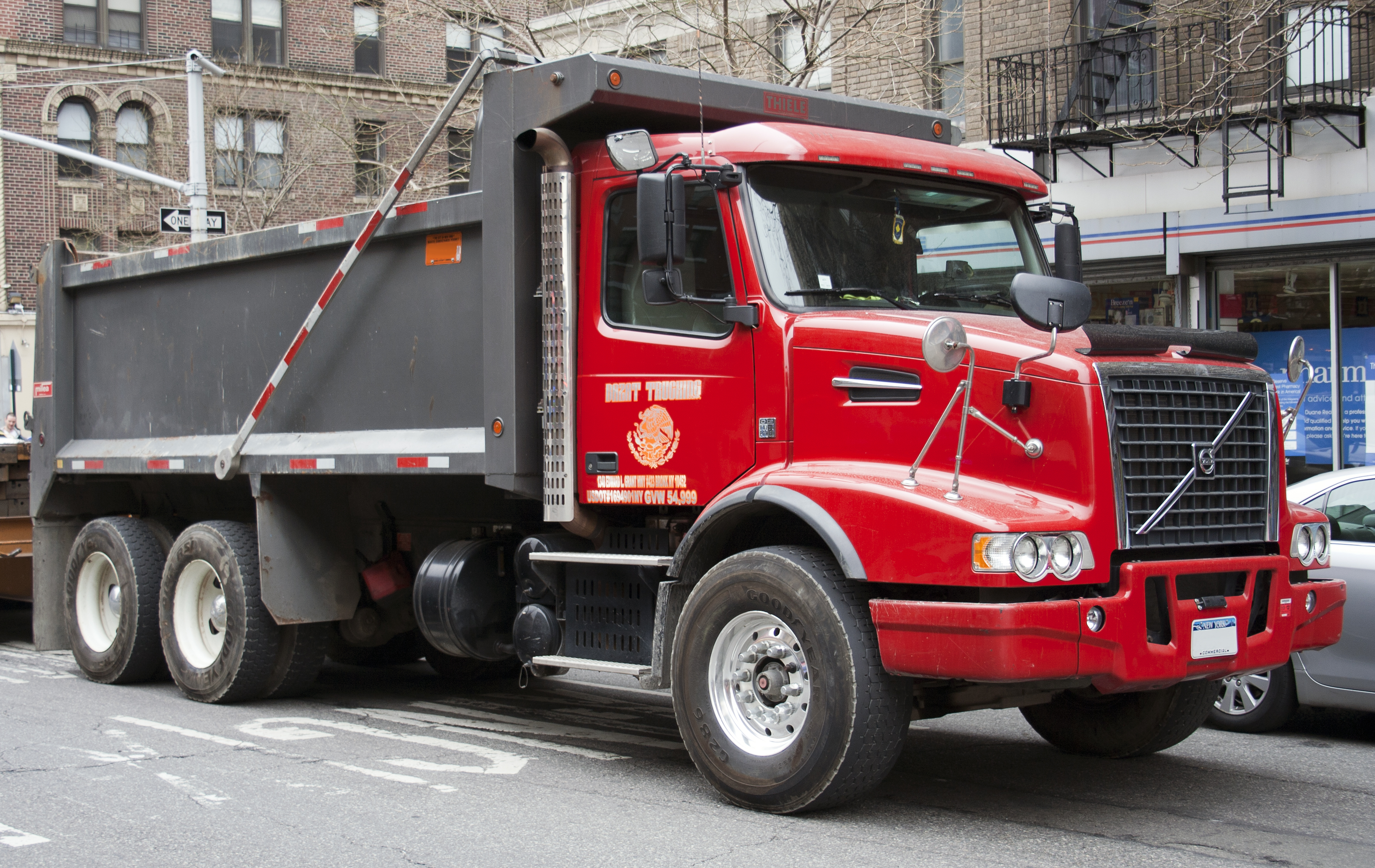
Volvo VHD

Seit 2002 produziert Volvo Trucks America die Langhauber-Lkw-Baureihe Volvo VN / VT / VHD.  Die Sattelzugmaschine Volvo VN mit Antriebsformel 4x2 oder 6x4 war hierbei das erste vorgestellte Modell.
Die Technik der Baureihe basiert auf den europäischen Volvo FM und Volvo FH, angepasst an amerikanische Standards und Anforderungen. Das Gewicht des Trailers beträgt 15,9–23,6 Tonnen und maximal können Sattelzüge bis zu 56,7 Tonnen Gesamtgewicht genutzt werden.
Bei den Standardversionen für den Nahverkehr, VNM200 und VNL300, beträgt die Länge von der Frontstoßstange bis zur Rückwand der Fahrerkabine 2870 bzw. 3124 mm.
Das Standard-Führerhaus besitzt eine Länge von 1,10 Meter und ist als VNM / VNL430 und VNM / VNL630 auch mit unterschiedlichen Höhen erhältlich. Die Versionen VN670 und VN780 verfügen zusätzlich über geräumigere und komfortabler ausgestattete Fahrerkabinen mit einer Länge von 1550 bis 1960 mm.
Der VN unterscheidet sich von den klassischen amerikanischen großen Lkw durch eine aerodynamische Form mit schlankem Kühlergrill und abgerundeten dreiteiligen Stoßfängern. Das Fahrerhaus und der Fahrzeugrahmen werden aus Aluminium gefertigt, um das Eigengewicht leicht zu halten.
Der Antrieb erfolgt durch den 12-Liter Volvo VED12 Dieselmotor mit 365–465 PS oder den Cummins Engine ISX mit 385–585 PS, jeweils mit AGR-Abgasrückführung. Die Kraftübertragung erfolgt hierbei mit verschiedensten i-Shift Automatik- oder Schaltgetrieben, zwischen 9 und 18 Stufen bzw. Gänge. Neben der konventionellen ist auch eine Luftfederung erhältlich.
Seit 2005 ist auch die Sattelzugmaschine VT 880 in 6x4-Bauweise erhältlich. Das Führerhaus ist hier 1960 mm lang und bietet zusätzlich zur höchsten Komfortstufe des VN ein Waschbecken. Eine vereinfachte Version wird seit August 2005 als VT800 mit 200 mm kürzerem Führerhaus für den Nahverkehr angeboten. 
Als Basismotor beim VT kommt der Volvo D16C 16-Liter-Dieselmotor mit 500, 550, 600 oder 625 PS oder der Cummins ISX mit 475–585 PS, jeweils mit AGR, zum Einsatz.
Daneben gibt es den auf dem VT basierenden VHD, in 4x2- oder 6x6-Bauweise, ebenfalls mit Volvo- oder Cummins-Motoren und 339 bis 471 PS mit manuellem 10-Gang-Splitgetriebe.